# Dvojčata (film, 1988)
Dvojčata (v anglickém originále Twins) jsou komedie z roku 1988 produkovaná a režírovaná Ivanem Reitmanem o zcela odlišných dvojčatech, která ztvárnili Arnold Schwarzenegger a Danny DeVito; sourozenci byli rozděleni po porodu. Jádrem filmu je vztah mezi pouličním charakterem Vincenta Benedicta (DeVito) a intelektuálností Julia Benedicta (Schwarzenegger). Dvojčata těží z kontrastu bystrého malého a nezkušeného velkého. Původní hudbu k filmu složili Georges Delerue a Randy Edelman.